# Caleb Ewan
Caleb Ewan, né le 11 juillet 1994 à Sydney, est un coureur cycliste australien, professionnel entre 2015 et 2025. 
Spécialiste du sprint, il a notamment remporté l'EuroEyes Cyclassics 2016, ainsi que onze étapes sur les grands tours, ce qui lui permet de faire partie des coureurs à avoir gagné sur les trois grands tours. Il a également terminé à deux reprises deuxième de Milan-San Remo.

## Biographie

### Des débuts prometteurs
Caleb Ewan est né en Nouvelles-Galles-du-Sud d'une mère coréenne (fille de l'immigrant coréen Gwang-sun Noh) et d'un père australien. Il commence la pratique de la course cycliste dès l'âge de huit ans, inspiré en cela par son père, qui était coureur professionnel. Il participe à sa première compétition à l'âge de neuf ans. En 2011, il est champion d'Australie sur route juniors. L'année suivante, il remporte plusieurs championnats d'Australie sur piste juniors et devient champion du monde de l'omnium juniors.
Il se révèle durant l'hiver 2012 en réglant, à seulement 17 ans, Robbie McEwen ou encore Allan Davis au sprint lors de la Jayco Bay Classic. En fin d'année, il prend la deuxième place du championnat du monde juniors.
En 2013, il évolue au sein de la Jayco-AIS World Tour Academy, équipe soutenue par Cycling Australia (en) et visant à amener les meilleurs espoirs australiens vers le cyclisme professionnel. Il reprend lors de la Jayco Bay Classic ou il remporte la première étape et le classement général. Durant la suite de la saison, il gagne la Côte picarde, manche de la Coupe des Nations U23, le Gran Premio Palio del Recioto, des étapes du Tour Alsace, du Tour de Thuringe, et du Tour de l'Avenir. En fin de saison, il est quatrième du championnat du monde sur route des moins de 23 ans. Fin octobre, il annonce qu'il rejoindra l'équipe World Tour australienne Orica-GreenEDGE. Il est prévu qu'il intègre cette équipe en tant que stagiaire à l'été 2014, puis coureur professionnel à l'automne.
Il reprend la saison 2014 avec deux titres nationaux sur route : les championnats d'Australie sur route espoirs et du critérium espoirs. En août, il remporte une nouvelle étape sur le Tour de l'Avenir. Favori du championnat du monde sur route espoirs, il doit se contenter de la médaille d'argent. En fin d'année, il participe au Tour de Pékin avec l'équipe Orica-GreenEDGE. Pour sa première course UCI World Tour, il réalise trois tops 10 lors d'arrivées au sprint et se classe notamment deuxième de la première étape.

### 2015-2018: carrière chez Orica/Mitchelton

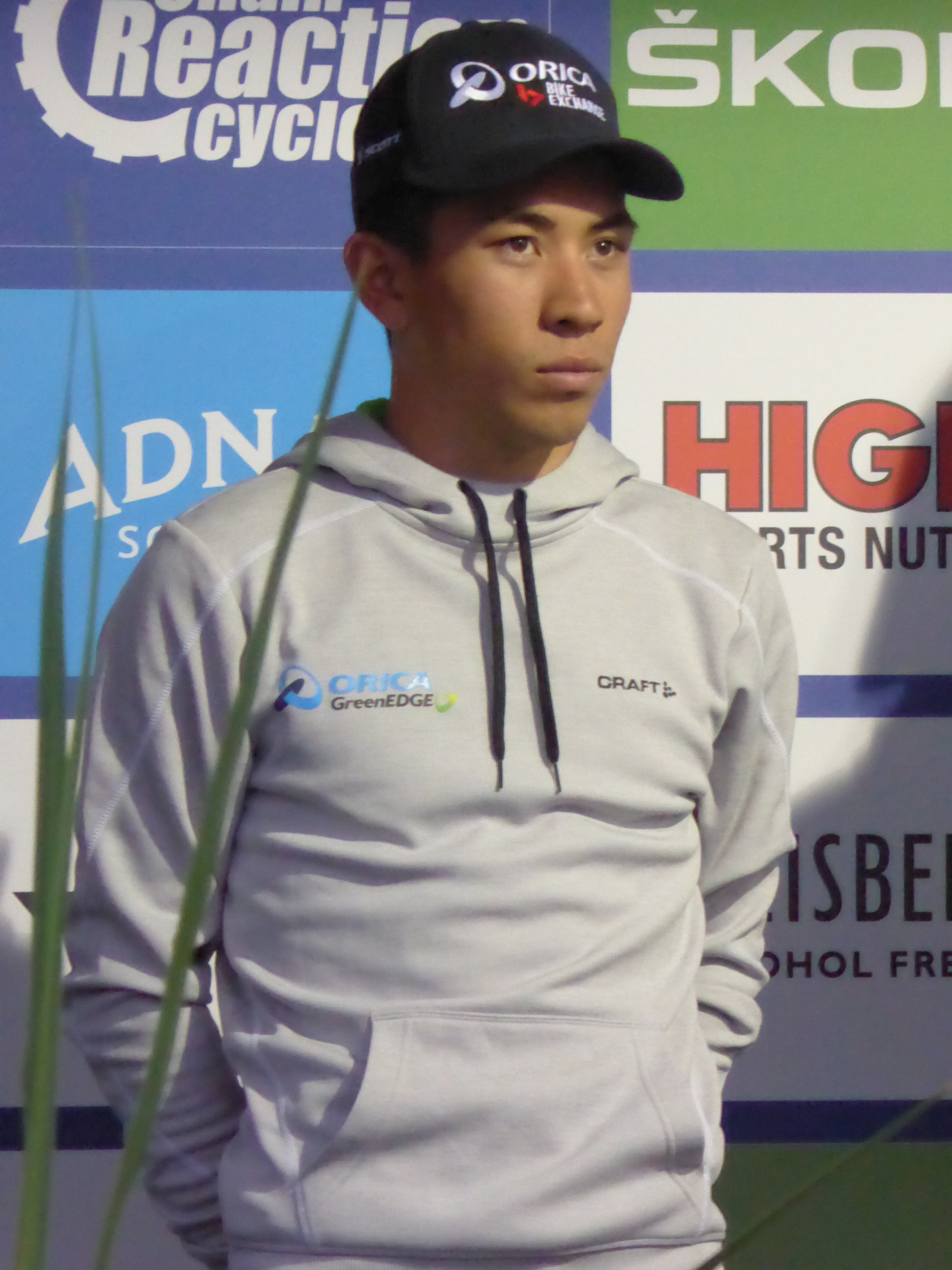
Ewan au départ du Tour de Grande-Bretagne 2016.

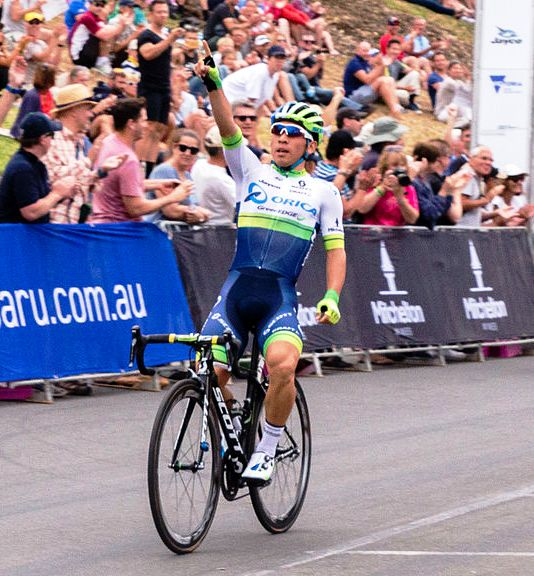
Ewan lors de sa victoire sur la Bay Cycling Classic 2015.

Caleb Ewan commence sa saison 2015 par plusieurs courses en Australie. Il enlève trois étapes et le général du Mitchelton Bay Classic et se classe deuxième du championnat d'Australie du critérium, derrière Steele Von Hoff et une nouvelle fois deuxième, derrière Heinrich Haussler, lors du championnat d'Australie sur route. Par la suite, il remporte deux étapes du Herald Sun Tour, deux sur le Tour de Langkawi, quatre étapes et le classement général du Tour de Corée, ainsi que le Tour de La Rioja. Sélectionné pour son premier grand tour, le Tour d'Espagne, il s'impose au sprint devant John Degenkolb et Peter Sagan lors la cinquième étape à Alcalá de Guadaira. Il se retire de la course lors de la dixième étape.
En 2016, il remporte les première et dernière étape du Tour Down Under et la deuxième étape du Herald Sun Tour. En mai, il fait ses débuts sur le Tour d'Italie. Il ne gagne pas d'étape, mais se classe à quatre reprises dans les 10 premiers, dont une deuxième place à Bibione derrière André Greipel. Dans le reste de la saison, il bénéficie du déclassement de Nacer Bouhanni pour remporter l'EuroEyes Cyclassics à Hambourg, devant John Degenkolb et Giacomo Nizzolo. Il s'agit de sa première victoire dans une classique World Tour. Il s'adjuge également la huitième et dernière étape du Tour de Grande-Bretagne, tandis qu'il abandonne lors des championnats du monde à Doha, adaptés aux sprinteurs. En août 2016, il prolonge le contrat qui le lie à la formation Orica-BikeExchange.
Il débute brillamment la saison 2017, obtenant le titre de champion d'Australie du critérium et, pour la deuxième année consécutive, la People's Choice Classic. Il participe ensuite au Tour Down Under où il remporte les première, troisième, quatrième et sixième étapes au sprint, en plus du classement par points. Il prend part pour la deuxième fois de sa carrière au Tour d'Italie. Il gagne au sprint la 7e étape, à la photo-finish, devant Fernando Gaviria et Sam Bennett.
En début de saison 2018, il remporte à nouveau le championnat d'Australie du critérium, puis la 2e étape du Tour Down Under et la Clásica de Almería. Il se fixe comme objectif Milan-San Remo, où il remporte le sprint du peloton pour la deuxième place, sans pouvoir revenir sur l'Italien Vincenzo Nibali, parti dans le Poggio. Par la suite, il se contente de deux succès : la Clásica de Almería et la 8e étape du Tour de Grande-Bretagne. Alors qu'il devait découvrir le Tour de France, il n'est pas retenu par son équipe pour disputer la course qui était l'un des grand objectif de sa saison. Au mois d'août, il s'engage pour deux ans avec la formation belge Lotto-Soudal pour remplacer André Greipel.

### 2019-2023: sprinteur unique chez Lotto
Pour ses débuts chez Lotto-Soudal, il gagne au sprint la Down Under Classic (un critérium). Il s'impose ensuite lors de la cinquième étape du Tour Down Under, mais est disqualifié pour avoir donné des coups de casques dans l'approche du sprint au jeune belge Jasper Philipsen. Il prend ensuite la deuxième place derrière Elia Viviani de la Cadel Evans Great Ocean Road Race. Il gagne ensuite une étape du Tour des Émirats arabes unis et deux autres sur le Tour de Turquie. En mai, le sprinteur australien remporte deux étapes du Tour d'Italie, puis trois sur le Tour de France, dont la dernière à Paris sur les Champs-Elysées. Deuxième de l'EuroEyes Cyclassics toujours derrière Viviani et lauréat de la Brussels Cycling Classic, il conclut la meilleure année de sa carrière avec dix succès. En fin de saison, il est élu cycliste australien de l'année.
Début 2020, il remporte deux étapes du Tour Down Under et une autre du Tour des Émirats arabes unis. Son bon début de saison est interrompu en raison de la pandémie de Covid-19. À la reprise des compétitions en août, il se classe deuxième de Milan-Turin derrière Arnaud Démare. Hors du coup sur Milan-San Remo (113e), il remporte une semaine plus tard la première étape du Tour de Wallonie. Il s'impose ensuite sur les 3e et 11e étapes du Tour de France, puis sur le Grand Prix de l'Escaut.
Il commence sa saison 2021 avec un succès sur la dernière étape du Tour des Émirats arabes unis. Il est ensuite deuxième derrière Wout van Aert de la première étape de Tirreno-Adriatico, puis s'aligne sur Milan-San Remo. Il parvient à suivre les accélérations de Julian Alaphilippe dans le Poggio, mais doit se contenter une nouvelle fois de la deuxième place, devancé de quelques secondes par Jasper Stuyven. Avec l'objectif de gagner des étapes sur les trois grands tours, il est au départ du Tour d'Italie, où il gagne deux étapes lors de la première semaine. Il abandonne l'épreuve lors de la 8e étape, alors qu'il porte le maillot de leader du classement par points. Cet abandon volontaire pour préparer les prochaines échéances, provoque la controverse. En juin, il remporte deux étapes et le classement par points du Tour de Belgique. Lors du Tour de France, il est victime d'une lourde chute à l'arrivée de la 3e étape à Pontivy après avoir heurté la roue arrière du belge Tim Merlier (qui remporte d'ailleurs cette étape) et est contraint d'abandonner le Tour à la suite d'une fracture de la clavicule. Dans sa chute, il entraîne également le coureur slovaque Peter Sagan. Sa fin de saison est plus difficile, il abandonne toutes les courses où il est aligné, mais parvient à gagner une nouvelle étape du Benelux Tour.
Son principal objectif en 2022 est de remporter Milan-San Remo. Il remporte trois victoires d'étapes en début de saison sur le Tour d'Arabie saoudite, le Tour des Alpes-Maritimes et du Var et Tirreno-Adriatico (son seul succès de la saison sur le World Tour). Il est également deuxième de Kuurne-Bruxelles-Kuurne et du Tour des onze villes derrière Fabio Jakobsen. Une grippe intestinale l'amène ensuite à déclarer forfait pour Milan-San Remo puis Gand-Wevelgem. Il fait son retour à la compétition en avril sur le Tour de Turquie, où il gagne deux autres étapes. Présent au départ du Tour d'Italie et du Tour de France, il échoue à s'imposer sur un grand tour pour la première fois depuis 2018. En fin de saison, il remporte la première étape du Tour d'Allemagne, puis le Grand Prix de Fourmies. Le 16 septembre, il termine deuxième du Championnat des Flandres, à nouveau battu par Jakobsen. À sa grande déception, il n'est pas sélectionné pour disputer les mondiaux, organisés dans son pays. 
Lors de la saison 2023, il collectionne les deuxième places et sur les courses d'un jour et lors de sprint de courses par étapes. Le 27 mai, il gagne la Van Merksteijn Fences Classic, son seul succès de l'année. Présent sur le Tour de France en tant que chef de file de sa formation, il obtient deux podiums sur des étapes en première semaine mais ne peut rivaliser avec le vainqueur de ces étapes, Jasper Philipsen. Moins en vue lors des sprints suivants où Ewan se plaint d'un manque d'aide de ses coéquipiers, il est alors critiqué publiquement par son manager sportif, Kurt Van de Wouwer. Distancé rapidement lors de la treizième étape, il abandonne, ce qui lui vaut des critiques publiques venant cette fois du directeur de sa formation, Stéphane Heulot,. En fin de saison, en raison de désaccords avec la direction sportive, Ewan quitte la formation belge un an avant le terme de son contrat.

### 2024: retour non concluant chez Jayco AlUla
En octobre 2023, Jayco AlUla annonce le recrutement d'Ewan pour 2024 et 2025. Il fait ainsi son retour dans l'équipe avec laquelle il est passé professionnel en 2015 et qui a depuis changé de sponsor. Celle-ci possède déjà dans ses rangs un autre sprinteur, Dylan Groenewegen, avec qui, ils se partageront les grands tours. Ewan devient d'entrée champion d'Australie du critérium pour la quatrième fois. Il remporte ensuite la première étape du Tour d'Oman avec sa nouvelle équipe. En mai, il participe au Tour d'Italie, où il ne répond pas aux attentes, avec comme meilleur résultat une sixième place. À la fin de la saison, il remporte le Tour de Castille-et-León et une étape du Tour de Burgos, mais n'est pas retenu pour le Tour d'Espagne.

### 2025: fin de carrière avec Ineos Grenadiers
Après que Caleb Ewan n'ait pas été sélectionné pour le Tour Down Under 2025, son nom est supprimé de l'effectif du site Web de l'équipe Jayco AlUla, alors qu'il dispose d'un contrat pour la saison 2025. Le 23 janvier, son transfert vers l'équipe britannique Ineos Grenadiers est confirmé. Le 25 mars, il participe à sa première course avec sa nouvelle équipe lors de la Semaine internationale Coppi et Bartali et remporte la première étape lors d'un sprint massif. Quelques jours plus tard, il décroche une autre victoire d'étape lors du Tour du Pays basque. Il s'agit de son premier succès World Tour depuis trois ans.
Le 6 mai 2025, Caleb Ewan annonce de manière surprenante sa retraite immédiate à 30 ans. Au total, il compte 65 succès dans sa carrière, dont 11 étapes de grands tours.

## Palmarès, résultats et classements mondiaux sur route

### Résultats sur les grands tours

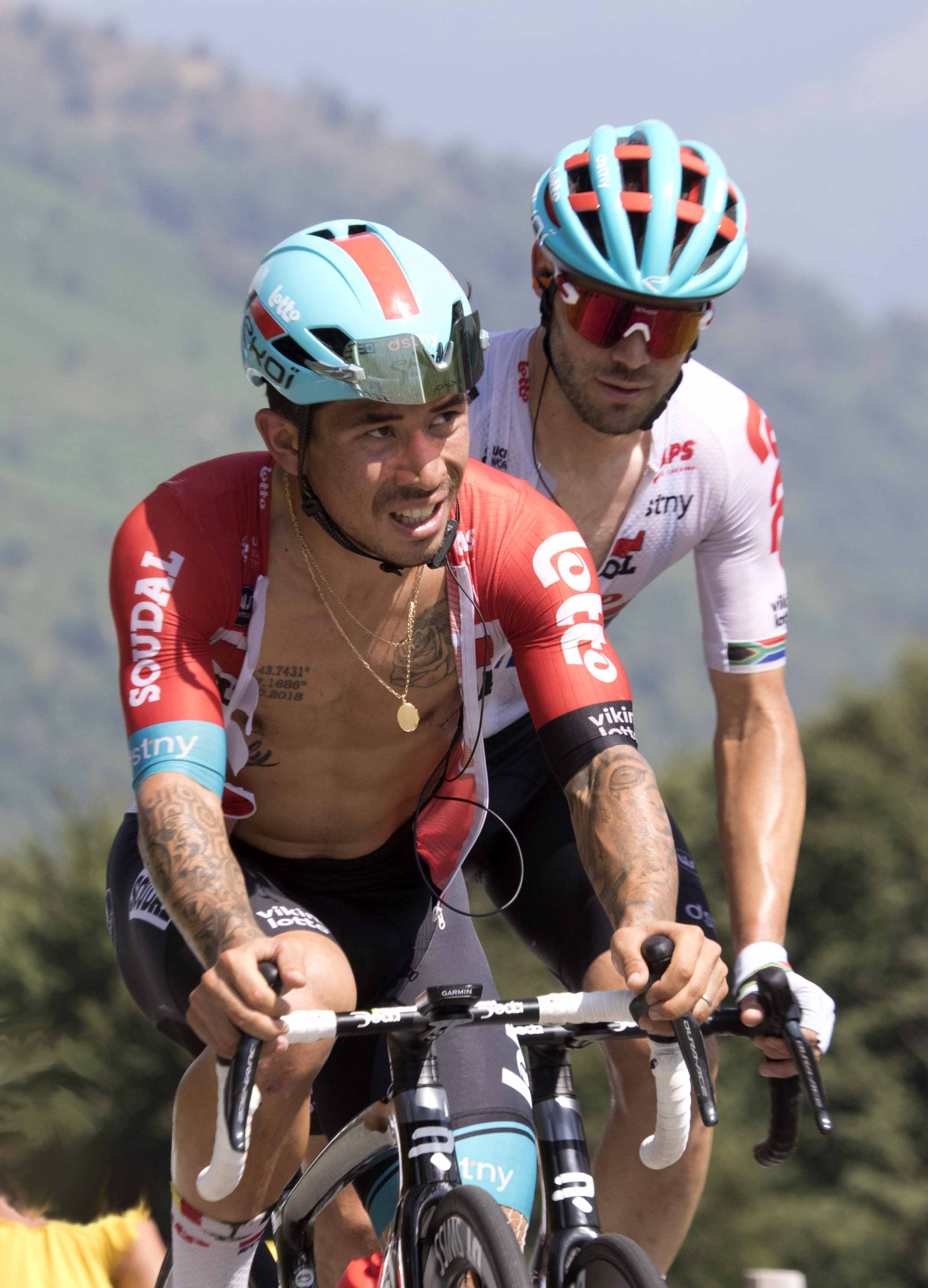
Ewan lors du Tour de France 2022.

#### Tour de France
Cinq participations
- 2019 :  132e, vainqueur des 11e, 16e et 21e étapes.
- 2020 : 144e, vainqueur des 3e et 11e étapes.
- 2021 : non-partant (4e étape).
- 2022 : 135e et lanterne rouge
- 2023 : abandon (13e étape)

#### Tour d'Italie
Six participations
- 2016 : non-partant (13e étape)
- 2017 : abandon (15e étape), vainqueur de la 7e étape
- 2019 : non-partant (12e étape), vainqueur des 8e et 11e étapes
- 2021 : abandon (8e étape), vainqueur des 5e et 7e étapes
- 2022 : non-partant (12e étape).
- 2024 : 120e

#### Tour d'Espagne
Une participation
- 2015 : abandon (10e étape), vainqueur de la 5e étape

### Classements mondiaux
| Année                                 | 2013 | 2014 | 2015 | 2016 | 2017 | 2018 | 2019 | 2020 | 2021 | 2022 | 2023 | 2024 |
| ------------------------------------- | ---- | ---- | ---- | ---- | ---- | ---- | ---- | ---- | ---- | ---- | ---- | ---- |
| UCI World Tour                        |      |      | 120e | 42e  | 69e  | 66e  |      |      |      |      |      |      |
| Classement mondial                    |      |      |      | 90e  | 82e  | 75e  | 20e  | 35e  | 72e  | 88e  | 87e  | 226e |
| UCI Europe Tour                       | 38e  | nc   |      | 741e | 423e | 162e |      |      |      |      |      |      |
| UCI Oceania Tour                      | nc   | nc   |      | 57e  | nc   | 26e  | 1er  | 5e   | 5e   | 4e   | 7e   | 13e  |
|                                       |      |      |      |      |      |      |      |      |      |      |      |      |
| Légende : nc = non classéSource : UCI |      |      |      |      |      |      |      |      |      |      |      |      |

## Palmarès sur piste

### Championnats du monde juniors
- 2011
  -  Champion du monde de l'omnium juniors

### Championnats d'Océanie
| Édition / Épreuve | Poursuite individuelle | Scratch |
| 2010 (juniors)    |                        | Argent  |
| 2012              | Argent                 | Bronze  |

### Championnats d'Australie
- 2011
  -  Champion d'Australie de l'omnium juniors
  -  Champion d'Australie de la course aux points juniors
  -  Champion d'Australie de l'américaine (avec Jackson Law)
  - 2e de la poursuite par équipes juniors
  - 3e du scratch juniors

## Distinctions
- Cycliste australien de l'année : 2019